# 巴内阿里约盖沃塔
巴内阿里约盖沃塔是巴西圣卡塔琳娜州的一个市镇。总面积147.71平方公里，总人口7307人，人口密度49.5人/平方公里。